# Casa Ricci

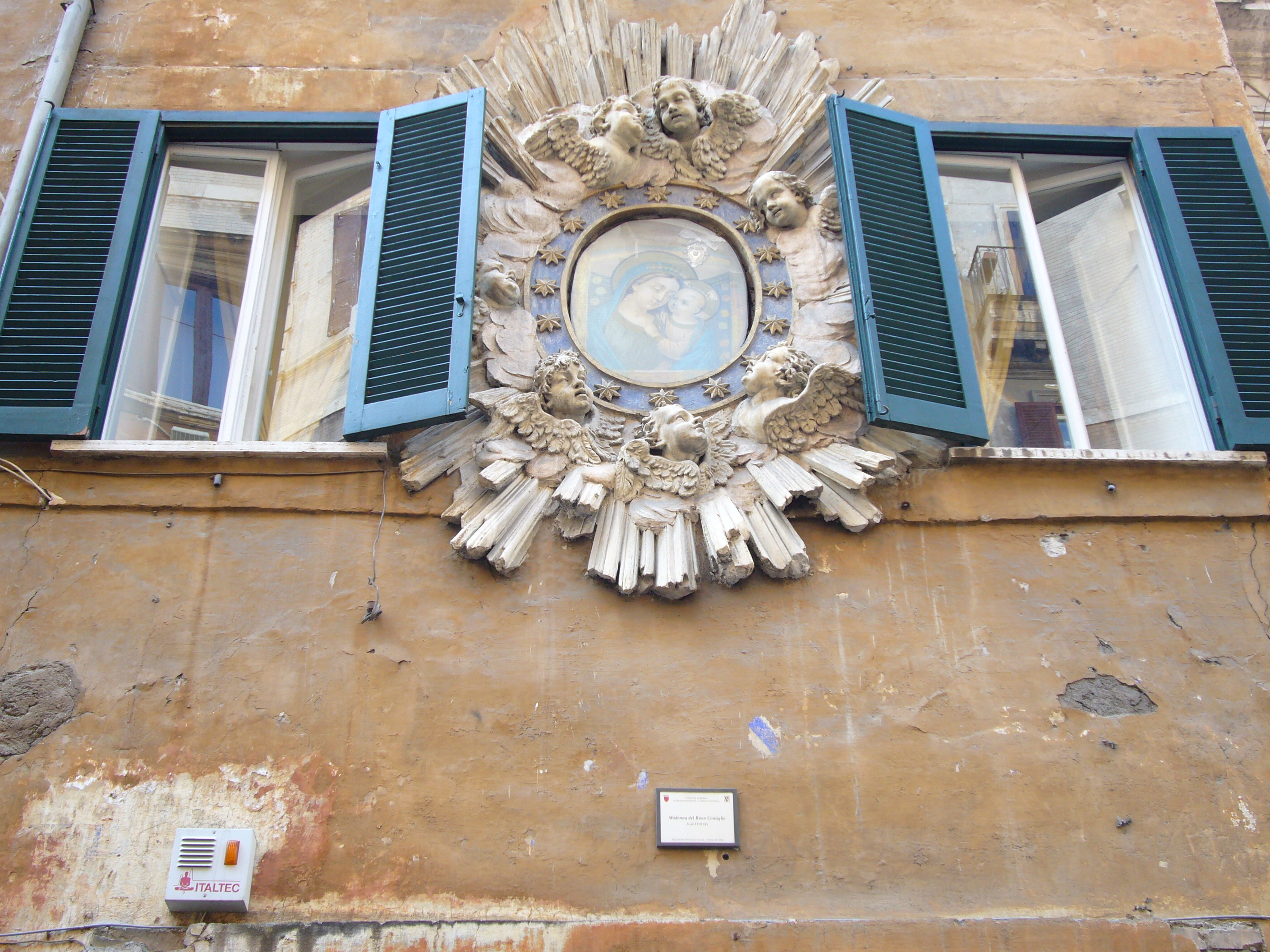
Vista da imagem conhecida como "Madonna del Buon Consiglio" na fachada.

Casa Ricci ou Palazzetto Ricci é um palacete localizado no número 124 da Via di Monserrato, no rione Regola de Roma, bem ao lado do Palazzo Ricci. Trata-se de uma casa do século XVI bastante simples e construída para os Ricci com um belo portal de silhares rusticados flanqueado por duas aberturas comerciais. Entre as janelas do primeiro andar está uma magnífica imagem conhecida como "Madonna del Buon Consiglio", constituída por uma belíssima moldura em estuque do século XVIII e uma imagem representando a Madona do século XIX e de autor ignorado.